# Jardin Ilan-Halimi
Le jardin Ilan-Halimi, anciennement jardin 54, rue de Fécamp, est un espace vert du 12e arrondissement de Paris, en France.

## Situation et accès
Le site est accessible par le 54, rue de Fécamp et par le 65, avenue du Général-Michel-Bizot.
Il est desservi par la ligne de métro 8 à la station Michel Bizot ainsi que par la ligne de tramway T3a à la station Porte Dorée.

## Origine du nom
Il rend hommage à Ilan Halimi (1982-2006), un jeune Parisien juif torturé à mort en 2006 par le gang des barbares. Ilan, enfant, venait jouer dans ce jardin.

## Historique
Le jardin public est créé en 1975 sous le nom de « jardin de la rue de Fécamp » en raison de sa localisation.  
Il a pris le nom de « jardin Ilan-Halimi » en 2011.
Le maire de Paris Bertrand Delanoë a inauguré le jardin avec ce nouveau nom le 2 mai 2011.

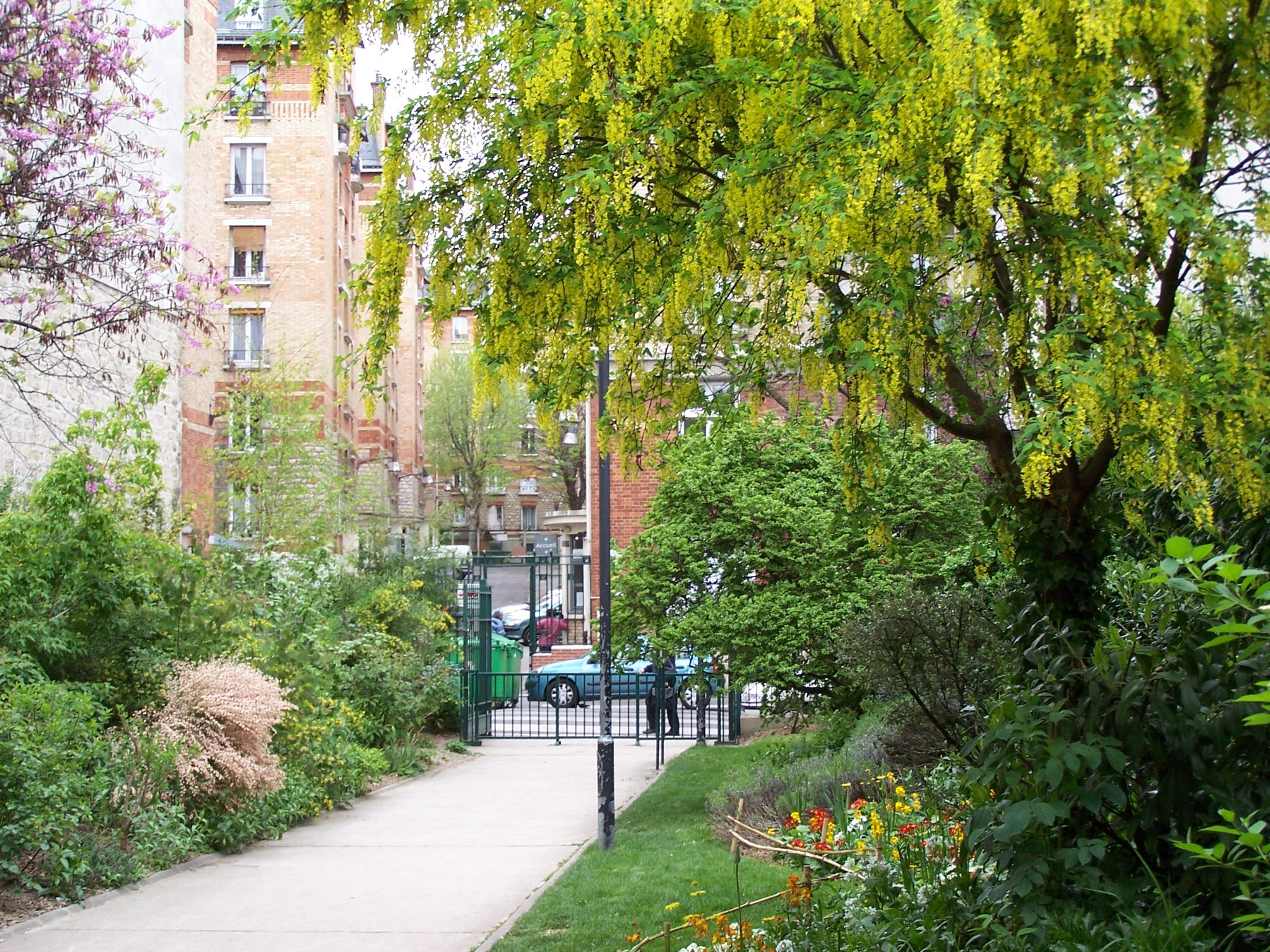
Entrée du jardin, rue de Fécamp.
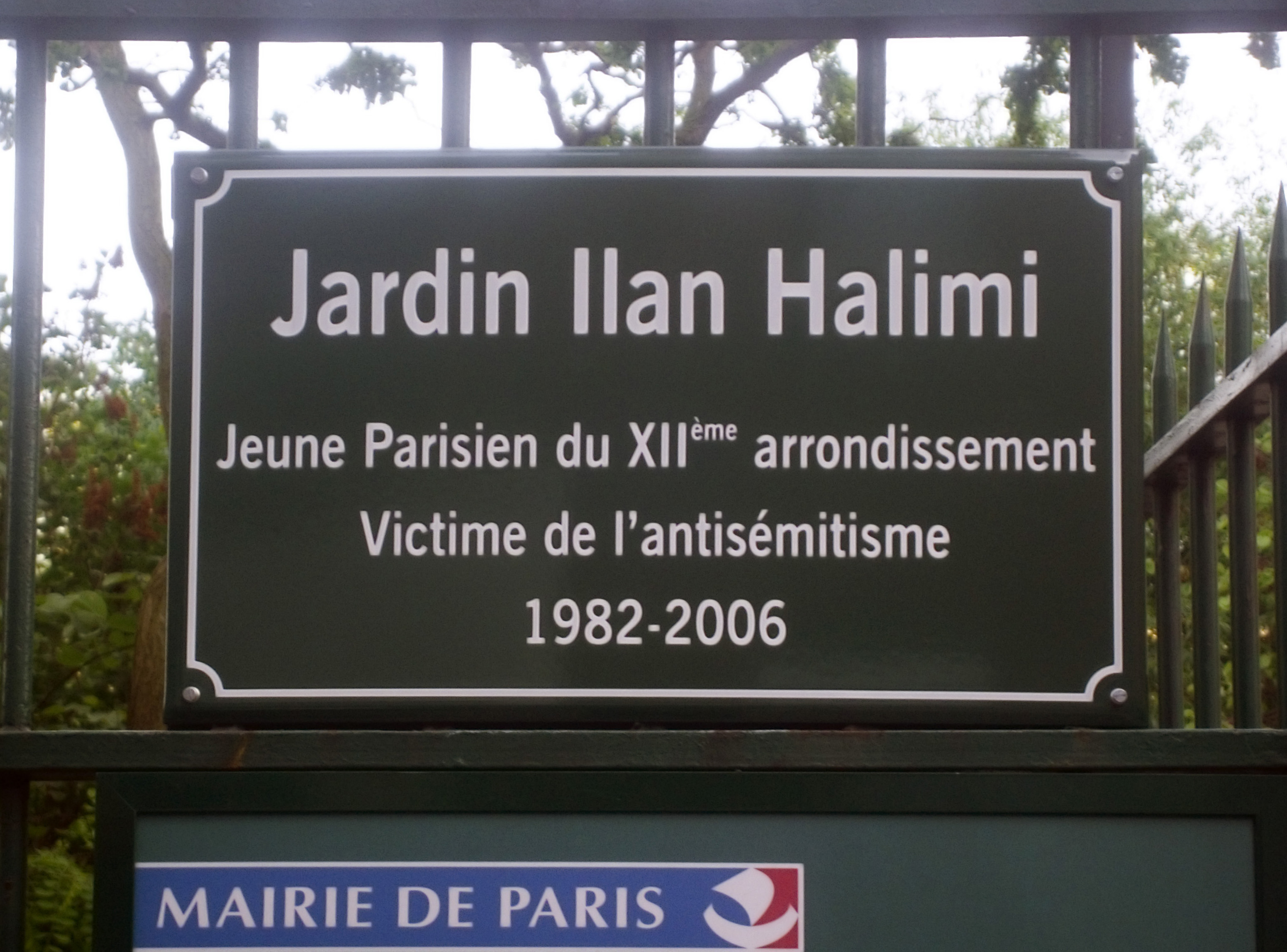
Plaque du jardin Ilan-Halimi.